# An American Family (reality-show)
An American Family es una serie de televisión estadounidense reconocida como el primer programa de reality show, telerrealidad o Reality-TV de la historia. Producida en 1971 y transmitida en 1973 por el Public Broadcasting Service (PBS), esta serie con formato documental mostró al primer personaje abiertamente homosexual en la pantalla chica y generó la atención de intelectuales en todo el mundo como la antropóloga estadounidense Margaret Mead y el filósofo y sociólogo francés Jean Baudrillard.

## Historia
A lo largo de 12 capítulos de una hora, An American Family cuenta la rutina diaria de la familia Loud, residente de Santa Bárbara, California, en Estados Unidos de América. William C. Loud (Bill), es el padre, un comerciante que viaja frecuentemente, mientras que su esposa Pat se dedica a administrar el hogar. Sus cinco hijos oscilan entre los 14 y 20 años: Lance, Delilah, Grant, Kevin y Michele.
Dentro de los momentos que la serie retrató destacan cuando Pat le pide la separación a Bill debido a las infidelidades de éste, y la vida de Lance, el hijo mayor y abiertamente homosexual que vive en Nueva York buscando forjar su carrera como artista.

## Producción y estilo
La producción de An American Family filmó a la familia Loud del 30 de mayo de 1971 al 1° de enero de 1972, reuniendo alrededor de 300 horas de película de 16 milímetros capturada por la pareja formada por Alan Raymond en la operación de la cámara y Susan Raymond en el registro de sonido. El resultado fue una serie de 12 capítulos de 60 minutos que el Public Broadcasting Service estrenó el 11 de enero de 1973 en su horario estelar de las 9 de la noche. 
Con un estilo cercano al cinéma vérité, la serie no contó con entrevistas ni narración en off si bien su creador y productor, Craig Gilbert, introducía cada episodio. En la presentación del primer capítulo, Gilbert afirmaba que los Loud no eran la familia estadounidense sino que debía ser vista "simplemente como una familia estadounidense".

## Recepción y críticas
An American Family se convirtió en una de las series más comentadas y controvertidas en su época, alcanzando 10 millones de espectadores cada semana gracias al hecho de que se trató de la primera vez en que las cámaras se volcaron a captar la vida del estadounidense promedio, específicamente de los miembros de la "familia nuclear".
Si bien se trataba de una familia típica de clase media, el filósofo y sociólogo francés Jean Baudrillard consideró que los Loud eran "hiperreales" desde antes de convertirse en el centro de atención de las cámaras al contar con una situación socioeconómica holgada y en general características específicas por encima de la media -casa con tres garajes y cinco hijos, por ejemplo. "Semejante perfección estadística condena de algún modo a esta familia a morir bajo el ojo de la TV", escribió en una parte de su ensayo de 1978 Cultura y simulacro.
Por su parte, la antropóloga estadounidense Margaret Mead declaró que el retrato televisado de los Loud le había quitado la inocencia al público estadounidense y que la serie era "tan nueva y significativa como la invención del drama o la novela".
En 2002, la revista TV Guide incluyó a An American Family en su lista de Los 50 mejores programa de TV de todos los tiempos.

## Especiales y referencia en otras producciones
Luego de su transmisión en 1973, los miembros de la familia Loud fueron objeto de dos programas más: en 1983 a través de An American Family Revisited y en 2003 con Death in an American Family, donde se mostraba a Lance, el hijo mayor, lidiando con el SIDA cuyas complicaciones le provocarían la muerte en 2001.
Las situaciones mostradas en la serie original fueron parodiadas en la comedia de 1979 Real Life del director Albert Brooks. Asimismo, en 2011 la cadena de televisión por cable HBO estrenó su producción original titulada Cinema verite, dirigida por Shari Springer Berman and Robert Pulcini. En ella se muestra el detrás de cámaras de la filmación de la serie y la manera en que Craig Gilbert (interpretado por James Gandolfini) convence a Bill y Pat Loud (Tim Robbins y Diane Lane) de participar en el proyecto.